# Crossing (fisica)
In fisica, in particolare nella teoria quantistica dei campi, il crossing è la proprietà delle ampiezze di scattering che permette di interpretare le antiparticelle come particelle che viaggiano indietro nel tempo.
Il crossing indica che la stessa formula che determina gli elementi della matrice S e le ampiezze di scattering per la particella {\displaystyle \mathrm {A} } che urta {\displaystyle \mathrm {X} } e produce le particelle {\displaystyle \mathrm {B} } e {\displaystyle \mathrm {Y} } darà anche le ampiezze di scattering per {\displaystyle \scriptstyle \mathrm {A} +{\bar {\mathrm {B} }}+\mathrm {X} } contro {\displaystyle \mathrm {Y} }, o per {\displaystyle \scriptstyle {\bar {\mathrm {B} }}} che urta con  {\displaystyle \scriptstyle \mathrm {X} } per produrre produce {\displaystyle \scriptstyle \mathrm {Y} +{\bar {\mathrm {A} }}}. L'unica differenza è che il valore dell'energia risulta negativo per l'antiparticella.
Il metodo formale di indicare questa proprietà è che le ampiezze di scattering delle antiparticelle sono la continuazione analitica di quelle delle particelle a energia negativa. L'interpretazione di questo risultato è che l'antiparticella è in ogni modo una particella che viaggia indietro nel tempo.
Il crossing era già implicito nel lavoro di Feynman ma venne alla luce negli anni 1950-1960 come parte della teoria del bootstrap.

## Descrizione generale
Si consideri un'ampiezza {\displaystyle {\mathcal {M}}(\phi (p)+\cdots \to \cdots )}, dove il campo {\displaystyle \phi (p)}, corrispondente a una particella con quantità di moto {\displaystyle p}, può essere sia bosonico sia fermionico. Per il crossing si afferma che tale ampiezza è uguale a quella del processo con una particella uscente {\displaystyle {\bar {\phi }}(-p)} che sostituisce quella entrante {\displaystyle \phi (p)}: 
{\displaystyle {\mathcal {M}}(\phi (p)+\cdots \to \cdots )={\mathcal {M}}(\cdots \to \cdots +{\bar {\phi }}(-p))}.
Nel caso bosonico, l'idea alla base del crossing può essere intesa intuitivamente servendosi dei diagrammi di Feynman. Si consideri qualunque processo che coinvolga una particella entrante con quantità di moto p. Perché essa possa dare un contributo misurabile all'ampiezza, essa deve interagire con un certo numero di particelle diverse con quantità di moto {\displaystyle k_{1},k_{2},\ldots ,k_{n}} attraverso un vertice. Il principio di conservazione della quantità di moto implica {\textstyle \sum _{k=1}^{n}q_{k}=p}. Nel caso di una particella uscente, la conservazione della quantità di moto si esprime come {\textstyle \sum _{k=1}^{n}q_{k}=-p}. Perciò, sostituendo il bosone entrante con un antibosone uscente con quantità di moto opposta si ottiene lo stesso elemento della matrice S.
Nel caso fermionico, valgono le stesse argomentazioni ma ora bisogna tenere conto della convenzione di fase relativa per gli spinori esterni.

## Esempio
L'annichilazione di un elettrone e di un positrone che produce due fotoni è correlata ad uno scattering elastico di un elettrone e di un fotone (scattering Compton) attraverso il crossing. Questa relazione permette di calcolare l'ampiezza di scattering di un processo a partire da quella dell'altro se i valori negativi dell'energia di alcune particelle vengono sostituiti.